# Йожеф Етвьош
Барон Йожеф Етвьош фон Вашарошнамень (угор. Eötvös von Vásárosnamény József [ˈøtvøʃ]; нар. 13 вересня 1813, Буда, Будапешт — пом. 2 лютого 1871, Будапешт) — угорський письменник, австро-угорський політичний діяч.

## Молодість
Йожеф Етвьош народився в місті Буда в родині барона Ігнаца Етвьоша і баронеси Лилієн. Отримавши елітну освіту, поступив на державну службу заступником нотаріуса, і незабаром батько познайомив його з особливостями політичної діяльності. Провів багато років у Західній Європі, де познайомився з новими віяннями як в літературі, так і в політиці, познайомився з провідними представниками романтизму. Після повернення до Угорщини написав свій перший політичний твір, «Реформа в'язниць». Здобув популярність у Національному зборах Угорщини своїм красномовством і вченістю. В одній зі своїх перших промов (опублікованій у 1841 році) виступив за надання євреям повних громадянських прав.

## Письменник і політик
У наступні роки Етвьош поширював свої ідеї через націонал-ліберальну газету Pesti Hírlap. Він вважав, що необхідні реформи можуть бути здійснені тільки відповідальним і чисто національним урядом через виборну систему, засновану на самоврядування Угорщини. Що стосується народів, що живуть у Карпатському регіоні, то він виступав за сильну Угорщину, яка, однак, не повинна перетворюватися на суто національну державу. Вона має виконувати «дешеві» політичні та мовні вимоги пробуджених народів, які відчули свою національну самосвідомість, і запропонувати їм більш високий ступінь свободи, ніж це могли зробити сусідні держави.
Ці погляди він висловив у своєму романі «Сільський нотаріус» (1844—1846), одному з класичних творів угорської літератури, а також у своєму менш відомому історичному романі «Селянська війна в Угорщині» (1850) і комедії «Хай живе рівність».
У 1842 році Йожеф Етвьош одружився з Ганною Рошті. Щасливе сімейне життя не завадило йому й далі розвивати свою кар'єру громадського діяча.

### Угорська революція 1848 року

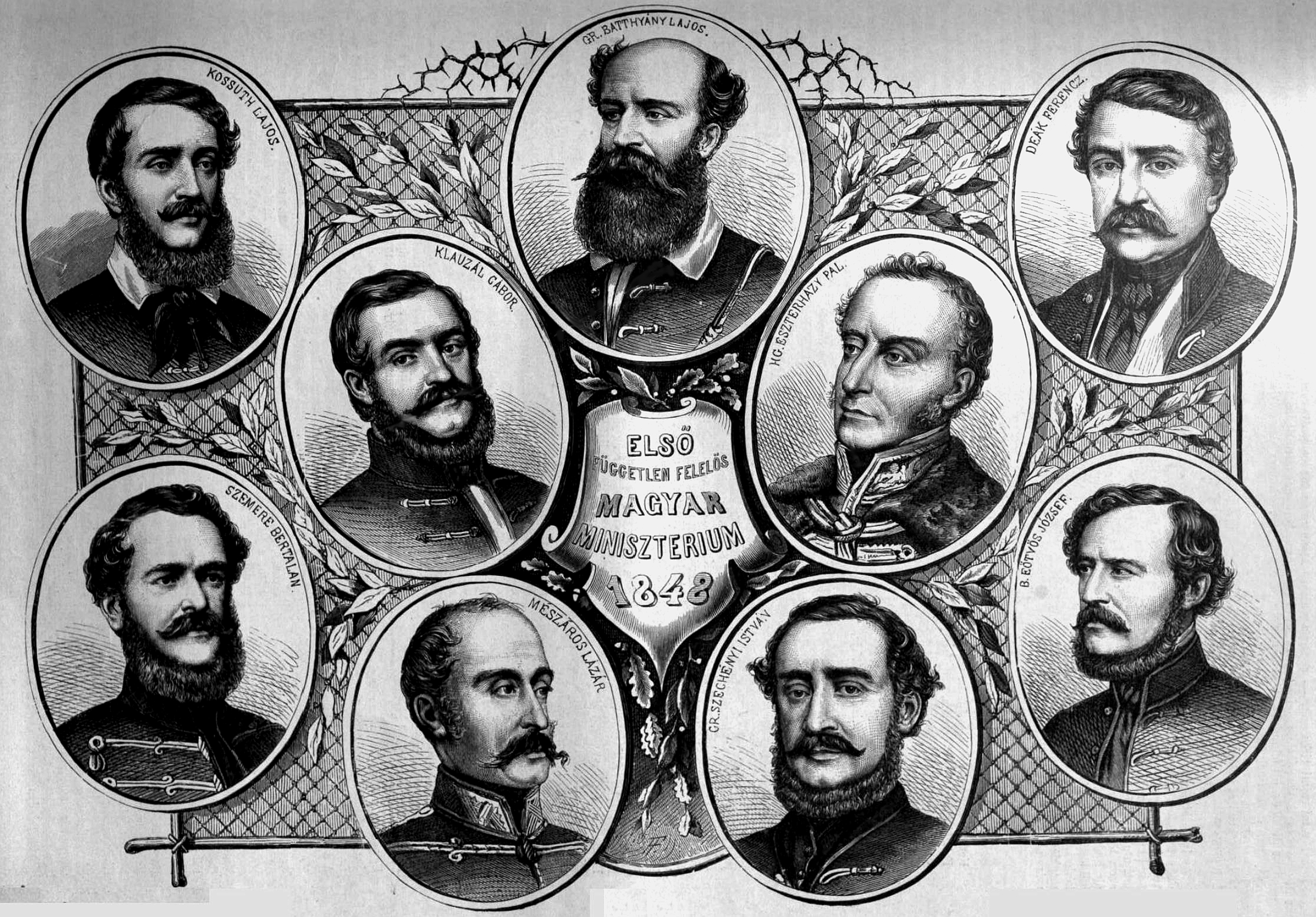
Йожеф Етвьош — міністр культури в першому уряді повсталої Угорщини. Поруч з ним прем'єр-міністр Лайош Баттяні (зверху), Лайош Кошут (зліва зверху), Ференц Деак (зверху праворуч), Габор Клаузаль (в середині ліворуч), князь Пауль II Антон Естергазі (посередині праворуч), Берталан Семере (знизу зліва), Лазар Месарош (знизу ліворуч, трохи вище) та Іштван Сечені (знизу справа)

На момент революції Етвьош вже завоював репутацію провідного письменника і політика Угорщини. Його красномовство мало настільки великий вплив, що з ним мав рахуватись навіть австрійський палатин, ерцгерцог Йозеф Антон Йоганн.
Під час революції 1848 року ліберальні ідеї Етвьоша одержали особливо широку популярність, і він був запрошений на посаду міністра культури в перший уряд Лайоша Баттяні. В цьому уряді він, поряд з Ференцем Деаком та Іштваном Сечені, демонстрували пацифістські та помірковані погляди.
На знак протесту проти політичного радикалізму Лайоша Кошута восени 1848 року Йожеф Етвьош емігрував до Мюнхена. Звідти він впливав на події в Угорщині своїми публікаціями. Його робота «Вплив пануючих ідей 19 століття на державу» (1851—1854, німецьке видання у Відні та Лейпцигу) справила вплив на літературу і суспільну думку в Угорщині.

### Після придушення революції
Після повернення на батьківщину в 1851 році Йожеф Етвьош стояв осторонь розвитку політичних рухів. У 1859 р. він опублікував працю «Гарантії влади і єдності в Австрії» (того ж року в Лейпцизі побачило світ німецьке видання). У Національному зборах 1861 року Етвьош був найвідданішим прихильником Ференца Деака. Вимушений мир, що панував у наступні роки, дозволив ним знову звернутися до літературної діяльності, і в 1866 році він був обраний президентом Угорської академії наук.

### Міністр в уряді Дюла Андраші

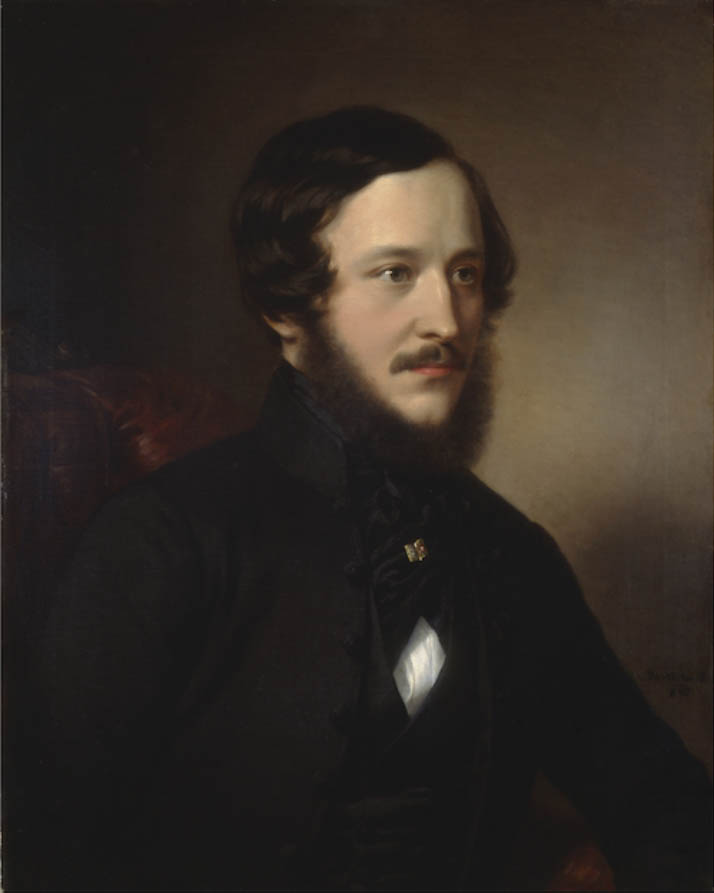
József Eötvös

У Національних зборах скликань 1865 і 1867 років він знову почав боротьбу на стороні Деака, з політикою якого він себе повністю ототожнював. При формуванні уряду Дюла Андраші в лютому 1867 року він знову обійняв посаду міністра культури, фактично ставши єдиним з міністрів 1848 року, який повторно зайняв посаду. Тепер у нього, нарешті, з'явилася можливість здійснити на практиці деякі з своїх ідеалів. Того ж року Національні збори схвалили законопроєкт про зрівняння у правах євреїв. Однак інші його зусилля, спрямовані на свободу віросповідання, були менш успішними через опір римо-католицької церкви. Великою його заслугою було прийняття національного закону про школи.
Будучи добрим католиком і одночасно послідовником Шарля де Монталамбера, Йожеф Етвьош висловив деякі сумніви відносно догмату про непогрішимість Папи. Він твердо відстоював Австро-угорську угоду 1867 року. Під час відсутності Андраші головував на засіданнях уряду.
Робота в уряді підірвала його здоров'я, і він помер 2 лютого 1871 року. Вже 3 травня 1879 року на його честь на площі Етвьоша в Пешті спорудили пам'ятник.

## Спадщина

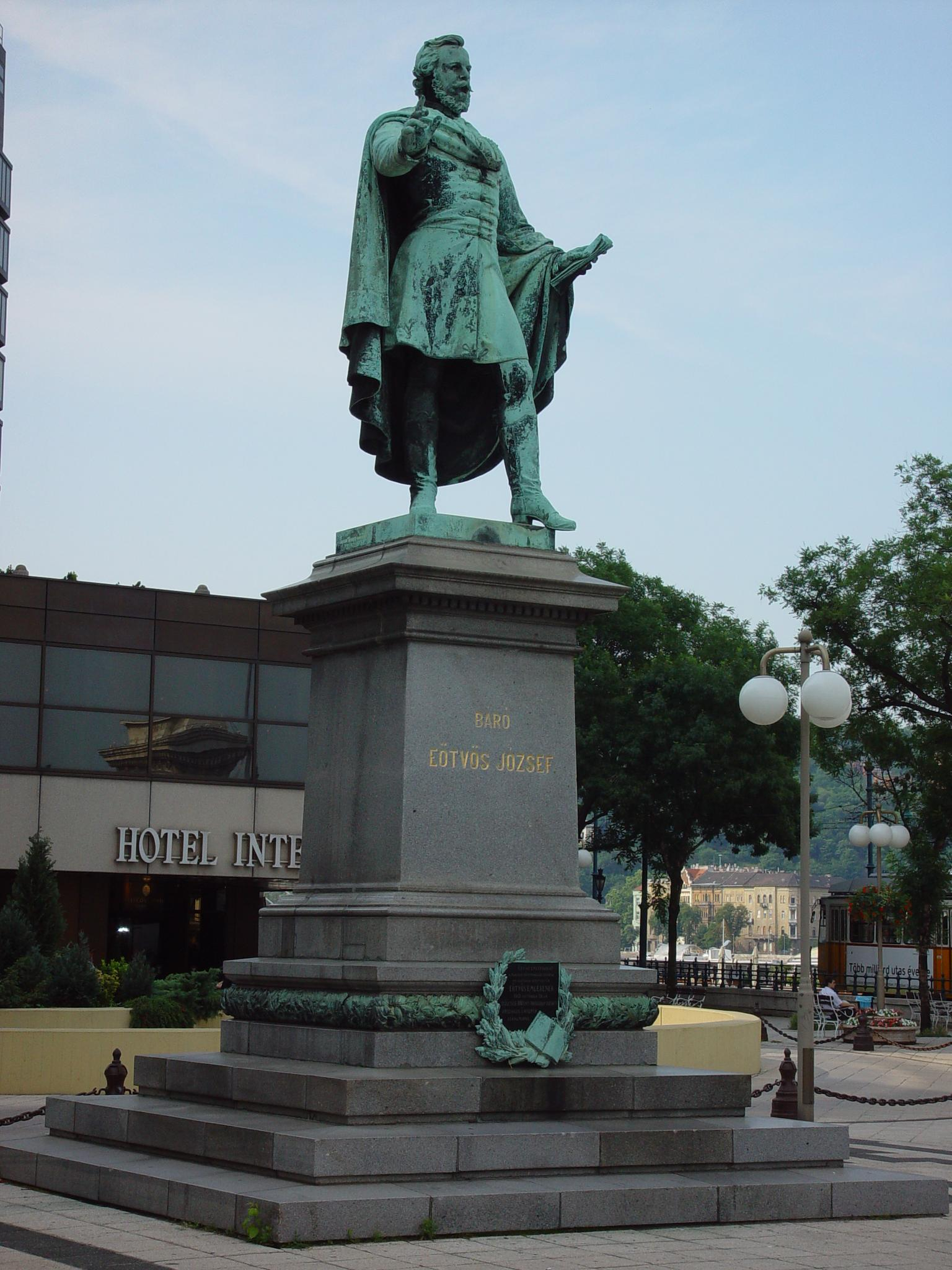
Пам'ятник Йожефу Етвьошу

Йожеф Етвьош зіграв значну роль як в угорській літературі, так і в політиці. У своїх віршах і романах він висловлював свої філософські погляди на життя, суспільство і політику. Його кращі вірші написані у формі балад, однак його романи користуються набагато більшою популярністю.
На честь Етвьоша був названий заснований у 1895 році за зразком паризької Еколь-Нормаль коледж імені барона Йожефа Етвьоша, служив протягом тривалого часу місцем, звідки виходила угорська еліта. Пізніше коледж був включений до складу Університету імені Лоранда Етвьоша.

## Твори
- 1840: «Замерзла дитина» (A megfagyott gyermek), вірші
- 1842: «Картезіанець» (A karthauzi), роман
- 1846: «Сільський нотаріус» (A falu jegyzője), роман
- 1850: «Селянська війна в Угорщині» (Magyarország 1514-ben), історичний роман
- 1850: «Про рівноправність національностей в Австрії»
- 1851—1854: «Вплив пануючих ідей 19 століття на державу»
- 1858: «Сестри» (A nővérek), роман
- 1859: «Гарантії сили та єдності Австрії»
- 1865: «Питання про національності» (A nemzetiségi kérdés)